# یک زن خوب (فیلم)
یک زن خوب (به انگلیسی: A Good Woman) فیلمی است محصول سال ۲۰۰۴ و به کارگردانی مایک بارکر است. در این فیلم بازیگرانی همچون هلن هانت، اسکارلت جوهانسون، تام ویلکینسون، مارک آمبرز، استیون کمپل مور، میلنا ووکوتیک، راجر هموند، جان استندینگ، دیانا هاردکستل و آگوستو زوکی ایفای نقش کرده‌اند.

## خلاصه داستان
خانم «الین» (هلن هانت)، «مگ میندمر» (اسکارلت یوهانسن) را که همسر جوان مردی ثروتمند «لرد دارلینگتون» (تام ویلکینسن) است، را از هویت واقعی شوهرش باخبر می‌سازد…